# TP-13
TP-13は、新規化学構造を持つ抗不安薬で、科学研究に使用されている。ベンゾジアゼピン系抗不安薬と類似した作用を持つが、構造的に異なるため、非ベンゾジアゼピン系抗不安薬に分類される。GABAA受容体のサブタイプ選択的なパーシャルアゴニストであり、α2およびα3サブユニットを持つGABAA受容体複合体に選択的に結合する。ジアゼパムよりは低いものの、緩やかな抗てんかん作用を持ち、その主な作用は、L-838,417などの他の関連するα2/3-アゴニストにみられるように、選択的抗不安作用である可能性が高い。